# 賓布洛索姆鎮區
賓布洛索姆鎮區（英語：Bean Blossom Township）是位於美國印地安納州門羅縣的一個行政鎮區。

## 地方資料
根據2010年美國人口普查的數據，賓布洛索姆鎮區的面積為94.10平方千米，當中陸地面積為94.10平方千米，而水域面積為0.00平方千米。當地共有人口2,916人，而人口密度為每平方千米30.99人。